# Giovanni I di Braganza
Giovanni I di Braganza (Vila Viçosa, 1543 – Vila Viçosa, 22 febbraio 1583) era primogenito del duca Teodosio I di Braganza.

## Biografia
Era il figlio di Teodosio I di Braganza, e della sua prima moglie, Isabella di Lencastre.

## Matrimonio
Nel 1563 sposò la cugina l'infanta Caterina di Guimarães, figlia del principe Edoardo, duca di Guimarães e di Isabella di Braganza (zia di Giovanni). Ebbero dieci figli:
- Maria di Braganza (1565-1592)
- Serafina di Braganza (1566-1604), sposò Juan Fernandez Pacheco, V duca di Escalona
- Teodosio II (1568-1630)
- Duarte di Braganza (1569-1627), marchese di Frechilla
- Alexandre di Braganza, arcivescovo di Évora
- Querubina di Braganza (1572-1580)
- Angélica di Braganza (1573-1576)
- Maria di Braganza (1573-1573)
- Isabella di Braganza (1578-1582)
- Filippo di Braganza (1581-1608)

## Crisi di successione al trono portoghese
Dopo la disastrosa Battaglia di Alcacer Quibir, in cui il re Sebastiano I del Portogallo morì senza eredi e gli successe l'anziano cardinale Enrico. Poiché Enrico era vecchio e non gli era permesso avere figli legittimi, una crisi dinastica si era verificata ancora prima della morte del cardinale. Il duca di Braganza sostenne il diritto al trono di sua moglie (era una nipote del re Manuele I). Filippo II di Spagna (un altro nipote di Manuele I), cercò di corromperlo per fargli abbandonare le pretese della moglie, offrendogli il Vice-regno del Brasile, la carica di Gran Maestro dell'Ordine di Cristo, una licenza di inviare ogni anno una nave personale in India e il matrimonio del figlio maggiore Teodosio con una delle sue figlie ( Isabella Clara Eugenia o Caterina Michela). Il duca di Braganza, influenzato dalla moglie, rifiutò la proposta.
Quando il Cardinale-Re morì, la duchessa Caterina diventò una delle pretendenti al trono del Portogallo fino a quando Filippo II di Spagna si oppose con forza e dopo essersi fatto incoronare Re del Portogallo risarcì i duchi di Braganza con una donazione in denaro.
Morì a Vila Viçosa nel 1583.

## Ascendenza
|                                                |                                         |                                                                | Genitori                                         |  |  | Nonni |  |  | Bisnonni                         |  |  | Trisnonni                        |  |
|                                                |                                         |                                                                |                                                  |  |  |       |  |  | 8. Fernando II, duca di Braganza |  |  | 16. Fernando I, duca di Braganza |  |
|                                                |                                         |                                                                |                                                  |  |  |       |  |  | 8. Fernando II, duca di Braganza |  |  | 16. Fernando I, duca di Braganza |  |
|                                                |                                         | 17. Joana de Castro, III signora di Cadaval e Peral            |                                                  |  |  |       |  |  | 8. Fernando II, duca di Braganza |  |  |                                  |  |
| 4. Jaime I, duca di Braganza                   |                                         |                                                                |                                                  |  |  |       |  |  | 8. Fernando II, duca di Braganza |  |  |                                  |  |
|                                                |                                         | 9. Isabel de Viseu                                             | 18. Fernando, duca di Viseu                      |  |  |       |  |  |                                  |  |  |                                  |  |
|                                                |                                         | 9. Isabel de Viseu                                             | 18. Fernando, duca di Viseu                      |  |  |       |  |  |                                  |  |  |                                  |  |
|                                                |                                         | 9. Isabel de Viseu                                             | 19. Beatriz de Portugal                          |  |  |       |  |  |                                  |  |  |                                  |  |
| 2. Teodósio I, duca di Braganza                |                                         | 9. Isabel de Viseu                                             |                                                  |  |  |       |  |  |                                  |  |  |                                  |  |
|                                                |                                         | 10. Juan Alonso de Guzmán y Ribera, III duca di Medina Sidonia | 20. Enrique de Guzmán, II duca di Medina Sidonia |  |  |       |  |  |                                  |  |  |                                  |  |
|                                                |                                         | 10. Juan Alonso de Guzmán y Ribera, III duca di Medina Sidonia | 20. Enrique de Guzmán, II duca di Medina Sidonia |  |  |       |  |  |                                  |  |  |                                  |  |
|                                                |                                         | 10. Juan Alonso de Guzmán y Ribera, III duca di Medina Sidonia | 21. Leonor de Ribera, signora di Olivares        |  |  |       |  |  |                                  |  |  |                                  |  |
| 5. Leonor de Guzmán                            |                                         | 10. Juan Alonso de Guzmán y Ribera, III duca di Medina Sidonia |                                                  |  |  |       |  |  |                                  |  |  |                                  |  |
|                                                |                                         | 11. Isabel Fernandez de Velasco                                | 22. Pedro Fernandez de Velasco, II conte di Haro |  |  |       |  |  |                                  |  |  |                                  |  |
|                                                |                                         | 11. Isabel Fernandez de Velasco                                | 22. Pedro Fernandez de Velasco, II conte di Haro |  |  |       |  |  |                                  |  |  |                                  |  |
|                                                |                                         | 11. Isabel Fernandez de Velasco                                | 23. Mencia de Mendoza, marchesa di Santillana    |  |  |       |  |  |                                  |  |  |                                  |  |
| 1. João I, duca di Braganza                    |                                         | 11. Isabel Fernandez de Velasco                                |                                                  |  |  |       |  |  |                                  |  |  |                                  |  |
|                                                | 12. Fernando II, duca di Braganza (= 8) | 24. Fernando I, duca di Braganza (= 16)                        |                                                  |  |  |       |  |  |                                  |  |  |                                  |  |
|                                                | 12. Fernando II, duca di Braganza (= 8) | 24. Fernando I, duca di Braganza (= 16)                        |                                                  |  |  |       |  |  |                                  |  |  |                                  |  |
|                                                | 12. Fernando II, duca di Braganza (= 8) | 25. Joana de Castro, III signora di Cadaval e Peral (= 17)     |                                                  |  |  |       |  |  |                                  |  |  |                                  |  |
| 6. Dinis de Portugal                           | 12. Fernando II, duca di Braganza (= 8) |                                                                |                                                  |  |  |       |  |  |                                  |  |  |                                  |  |
|                                                |                                         | 13. Isabel de Viseu (= 9)                                      | 26. Fernando, duca di Viseu (= 18)               |  |  |       |  |  |                                  |  |  |                                  |  |
|                                                |                                         | 13. Isabel de Viseu (= 9)                                      | 26. Fernando, duca di Viseu (= 18)               |  |  |       |  |  |                                  |  |  |                                  |  |
|                                                |                                         | 13. Isabel de Viseu (= 9)                                      | 27. Beatriz de Portugal (= 19)                   |  |  |       |  |  |                                  |  |  |                                  |  |
| 3. Isabel de Lencastre                         |                                         | 13. Isabel de Viseu (= 9)                                      |                                                  |  |  |       |  |  |                                  |  |  |                                  |  |
|                                                |                                         | 14. Rodrigo de Castro Osório, conte di Lemos                   | 28. Afonso de Castro Álvarez Osório              |  |  |       |  |  |                                  |  |  |                                  |  |
|                                                |                                         | 14. Rodrigo de Castro Osório, conte di Lemos                   | 28. Afonso de Castro Álvarez Osório              |  |  |       |  |  |                                  |  |  |                                  |  |
|                                                |                                         | 14. Rodrigo de Castro Osório, conte di Lemos                   | 29. Mayor de Valcárcel                           |  |  |       |  |  |                                  |  |  |                                  |  |
| 7. Beatriz de Castro Osório, contessa di Lemos |                                         | 14. Rodrigo de Castro Osório, conte di Lemos                   |                                                  |  |  |       |  |  |                                  |  |  |                                  |  |
|                                                |                                         | 15. Teresa Osorio                                              | 30. Álvar Pérez Osorio, duca di Aguiar           |  |  |       |  |  |                                  |  |  |                                  |  |
|                                                |                                         | 15. Teresa Osorio                                              | 30. Álvar Pérez Osorio, duca di Aguiar           |  |  |       |  |  |                                  |  |  |                                  |  |
|                                                |                                         | 15. Teresa Osorio                                              | 31. Leonor Enríquez                              |  |  |       |  |  |                                  |  |  |                                  |  |
|                                                |                                         | 15. Teresa Osorio                                              |                                                  |  |  |       |  |  |                                  |  |  |                                  |  |